# テート川
テート川（テートがわ、フランス語: Têt, カタルーニャ語: Tet）は、フランス・オクシタニー地域圏ピレネー＝オリアンタル県を流れる河川。ペルピニャン近郊で地中海に注いでいる。流域は北カタルーニャと呼ばれる地域である。日本語ではテ川とも表記される。

## 地理

### 上流

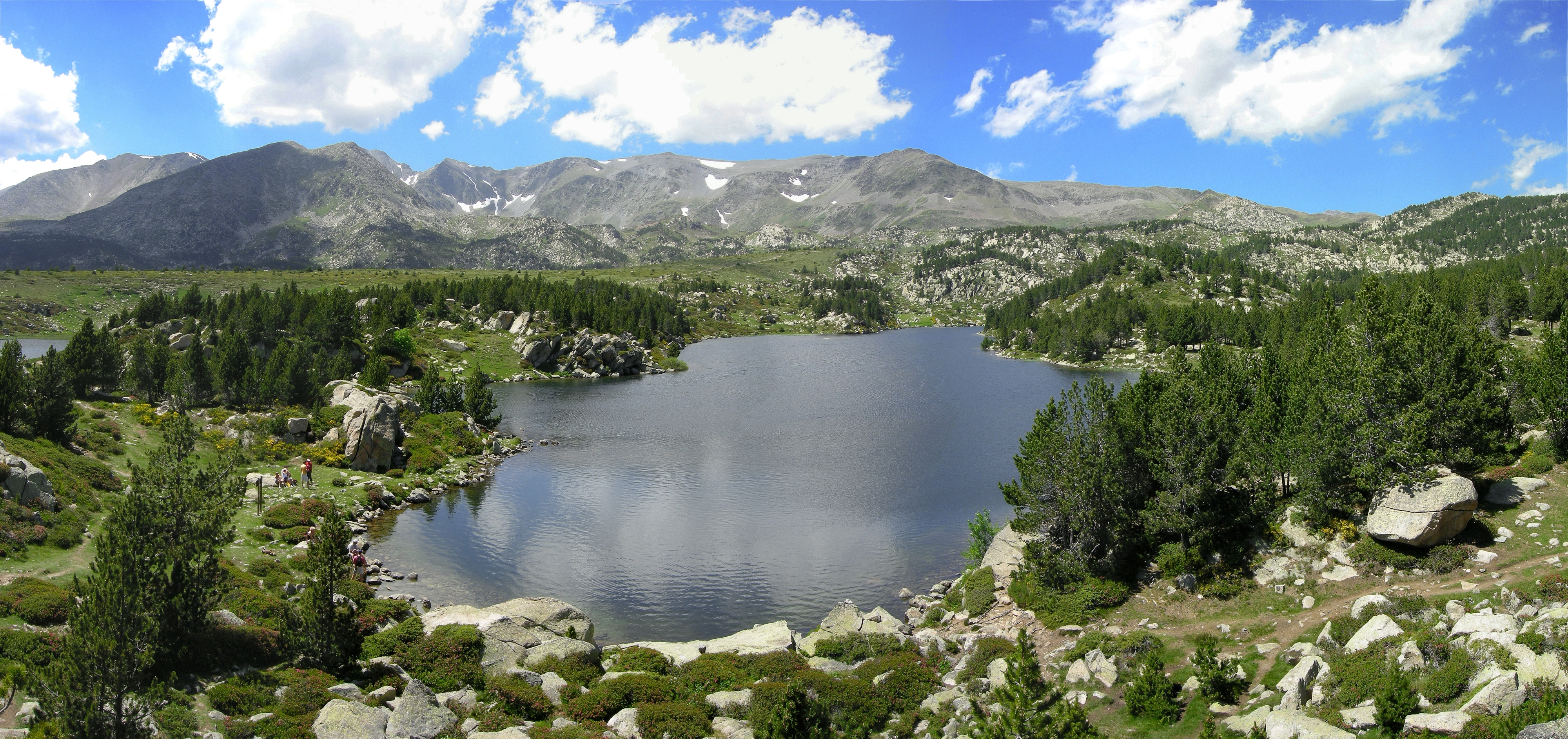
最上流部にあるブイユーズ湖

オクシタニー地域圏ピレネー＝オリアンタル県最大の河川であり、その流路長は116キロメートル、流域面積は1,550平方キロメートルである。ピレネー山脈のカルリ峰の2400メートル地点を源流とし、上流部の2017メートル地点には面積1.49平方キロメートルのブイユーズ湖がある。ルシヨン地域に水を供給するブイユーズ湖は、1903年から1910年にダムが建設されてできた人工湖であり、冬季には湖面が凍結する。ブイユーズ湖の下流には、セルダーニュ線に電気を供給することなどを目的としていくつかの水力発電所が建設されている。

### 中流・下流

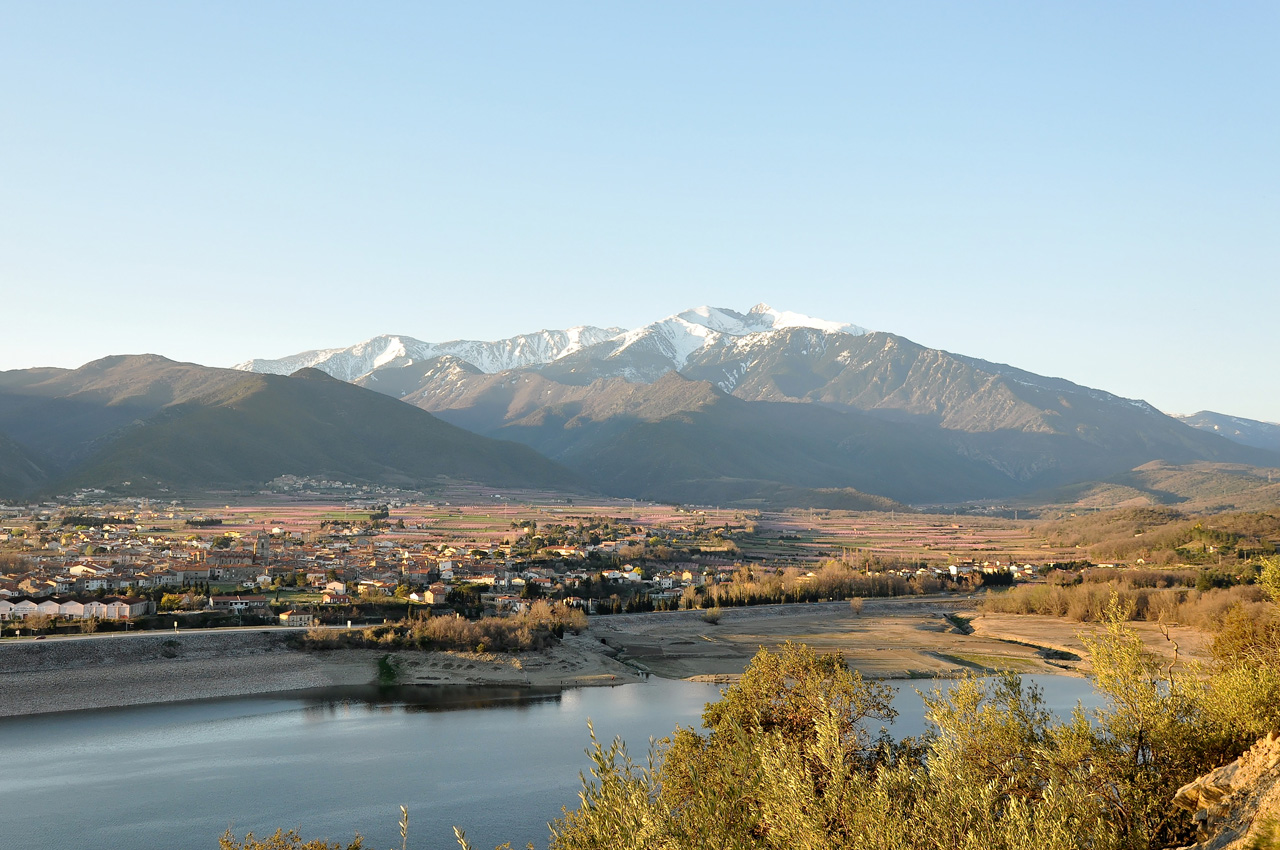
ヴァンサの町とカニグー山

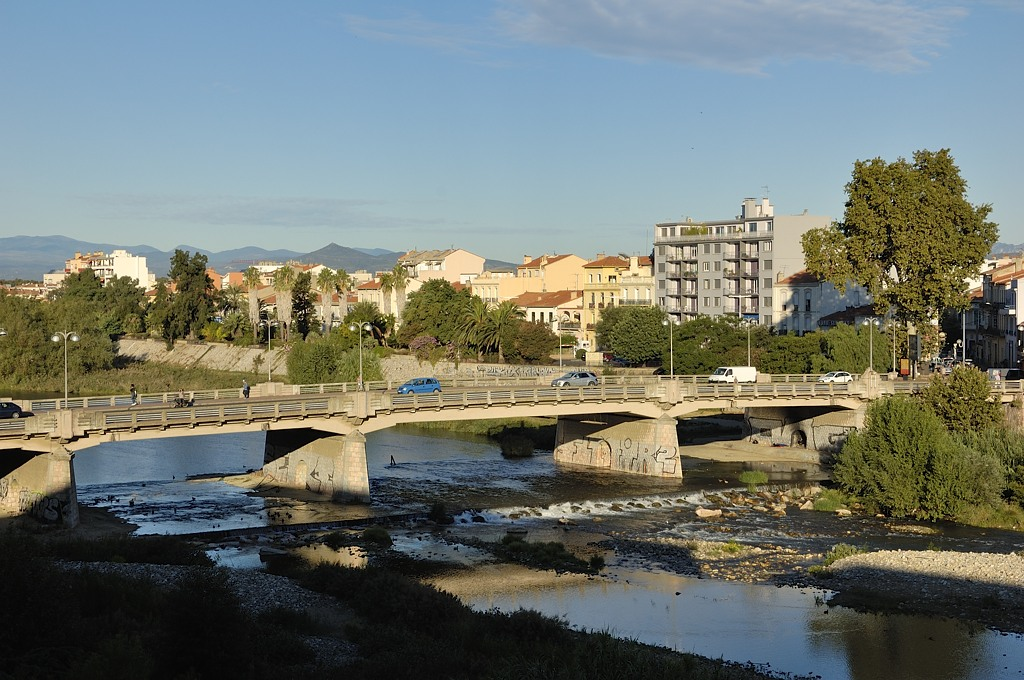
ペルピニャンを流れるテート川

モン＝ルイやオレットやヴィルフランシュ＝ド＝コンフランの町を通る。ヴィルフランシュ＝ド＝コンフランより上流側には黄色い電車で知られるセルダーニュ線が走っており、下流側のペルピニャン＝ヴィルフランシュ＝ド＝コンフラン線との乗り換え地点となっている。セルダーニュ線は狭軌、ペルピニャン＝ヴィルフランシュ＝ド＝コンフラン線は標準軌であり、両路線を直通することはできない。
流域に登場する初の一定規模の町はプラードである。カニグー山の山麓にあるプラードには、スペイン内戦中の1939年から1955年までスペイン人チェリストのパブロ・カザルスが亡命するなど、カタルーニャ文化にとって重要な町である。
ヴァンサの町の北側はヴァンサ湖となっており、イル＝シュル＝テ付近からは周囲が開ける。流域の最大都市はピレネー＝オリアンタル県の県都ペルピニャンであり、テート川が形成したルシヨン平野の中央に位置している。ペルピニャンの中心市街地にはテート川の分流であるバッサ川が流れており、バッサ川の河岸には14世紀に建設されたカスティエ門や14世紀初頭に完成したマジョルク王宮などの歴史的建造物が立ち並んでいる。ペルピニャンから10キロメートルほど流れてからカネ＝タン＝ルシヨンで地中海に注いでいる。

## 流域の自治体
- オクシタニー地域圏ピレネー＝オリアンタル県
  - モン＝ルイ
  - オレット（英語版）
  - ヴィルフランシュ＝ド＝コンフラン
  - プラード
  - イル＝シュル＝テ（英語版）
  - ペルピニャン
  - カネ＝タン＝ルシヨン